# Schloss Rapperswil

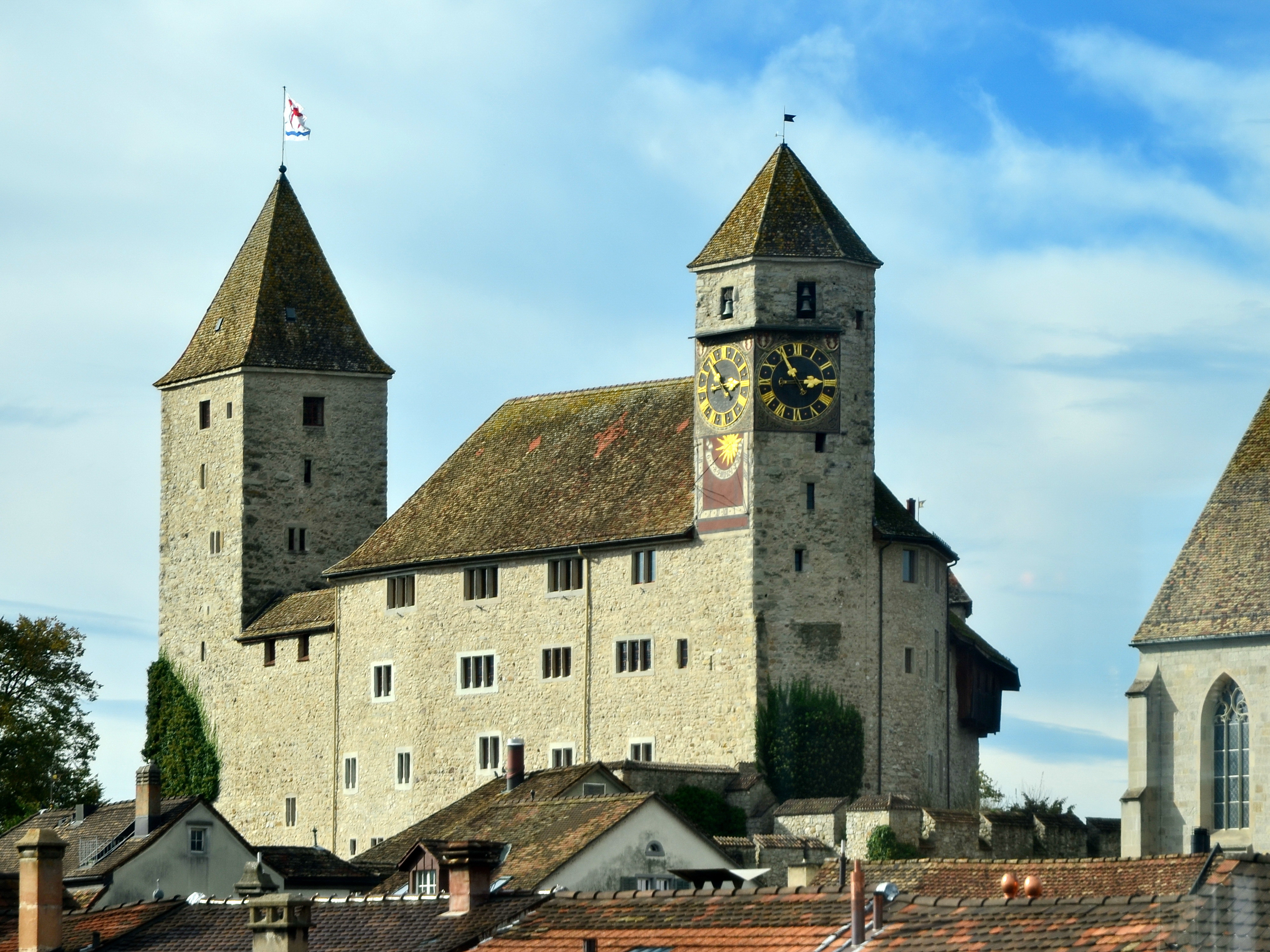
Ansicht von Südosten

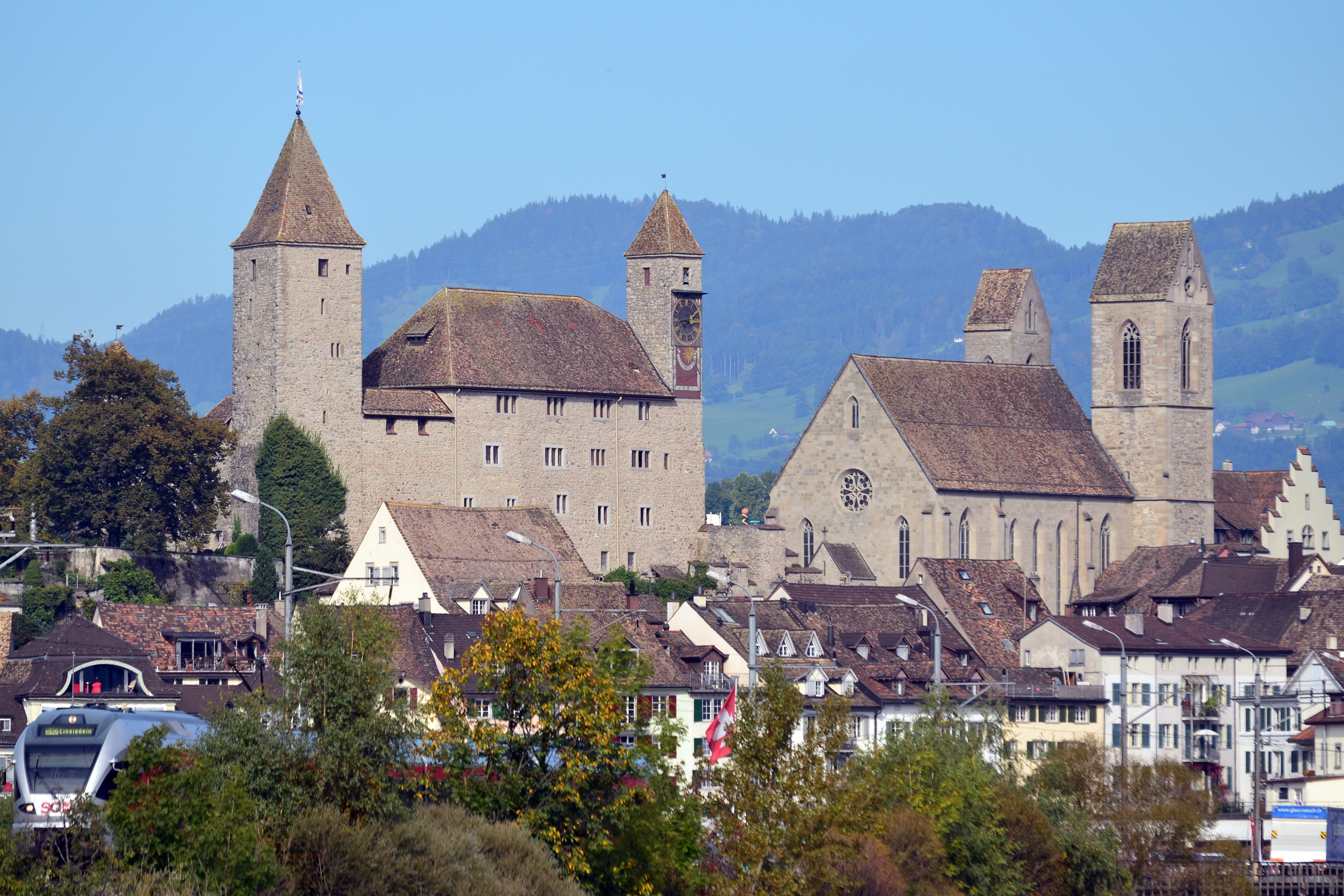
Schloss und Stadtpfarrkirche St. Johann, Ansicht von Süden

Das Schloss Rapperswil steht in Rapperswil im Südwesten des Kantons St. Gallen in der Schweiz. Es thront auf einem felsigen Sporn, welcher ein weites Stück in den Zürichsee vorstösst und von drei Seiten von Wasser umgeben ist. So ist das Schloss natürlich geschützt und dominiert die darunter liegende Altstadt.

## Geschichte

### Mittelalter und frühe Neuzeit

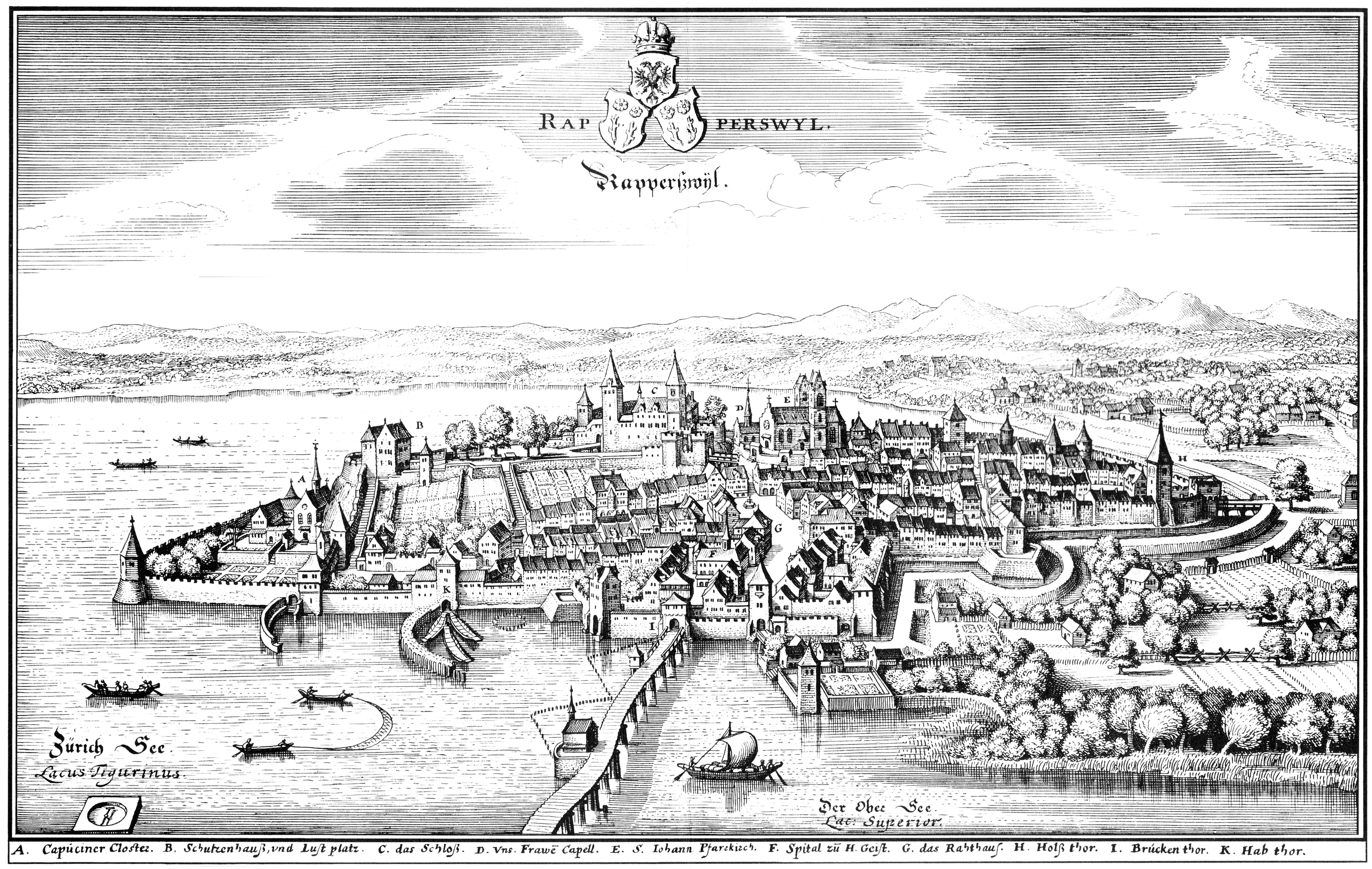
Rapperswil auf einem Stich von Matthäus Merian, um 1642

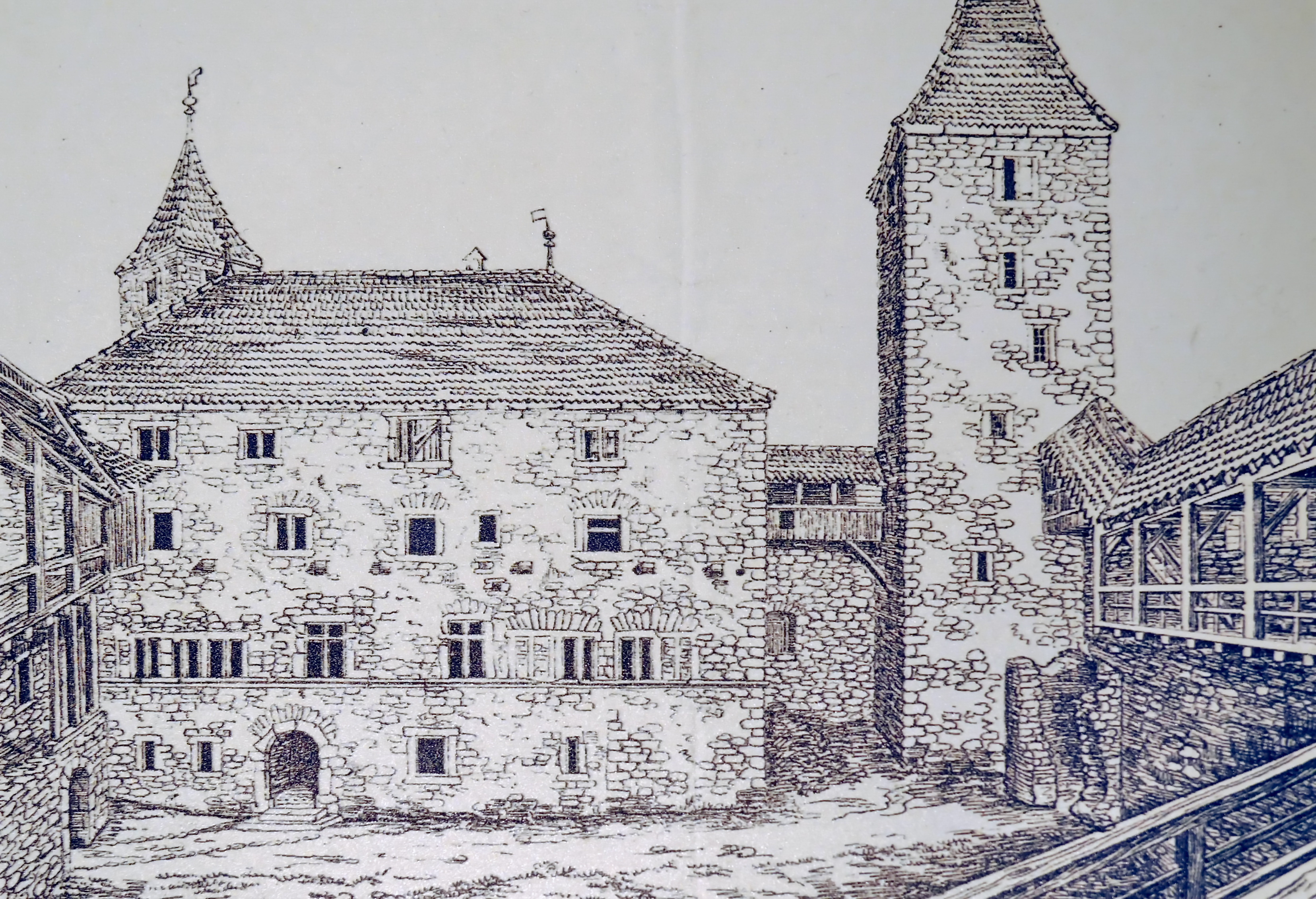
Zustand des Palas vor der Erneuerung auf einer Zeichnung von Ferdinand Keller, um 1848. Rechts der Gügeliturm.

Die Burg wurde in den Jahren 1220 bis 1230 von Vogt Rudolf von Rapperswil erbaut, der bis dahin auf der anderen Seite des Obersees in Alt-Rapperswil einen bescheidenen Wohnsitz hatte. Von seinem neuen Platz aus konnte der kurz darauf zum Graf ernannte Rudolf die Wasserstrasse von Zürich zu den Bündnerpässen sowie die Pilgerströme zum Kloster Einsiedeln und den Querverkehr über die Seeenge einfach überwachen. Bald entwickelte sich am Fuss der Burg die Stadt Rapperswil.
Im Jahr 1336 flüchteten sich die nach einem Umsturzversuch aus Zürich vertriebenen Konstaffler auf die Burg. Zusammen mit dem  Grafen Johann II. von Habsburg-Laufenburg planten diese darauf die Zürcher Mordnacht, um das alte Regime Zürichs zu stürzen. Der Anschlag misslang aber und der Bürgermeister von Zürich, Rudolf Brun, nahm schon bald Rache. Im Winter 1350 zogen Brun und seine Truppen vor Rapperswil, nahmen die Burg und die Stadt ein und brannten beide nieder. Herzog Albrecht von Österreich liess kurz darauf als neuer Besitzer das Schloss und die Stadt wieder aufbauen.
Nach dem Aussterben der Linie Habsburg-Laufenburg gelangte das Schloss 1442 in das Eigentum der Stadt Rapperswil. 1464 kaufte sich die Bürgerschaft des Ortes von Habsburg-Österreich los und schloss mit der Eidgenossenschaft den «ewigen Bund», wobei das Schloss bis 1798 als Sitz der eidgenössischen Schirmvögte diente.

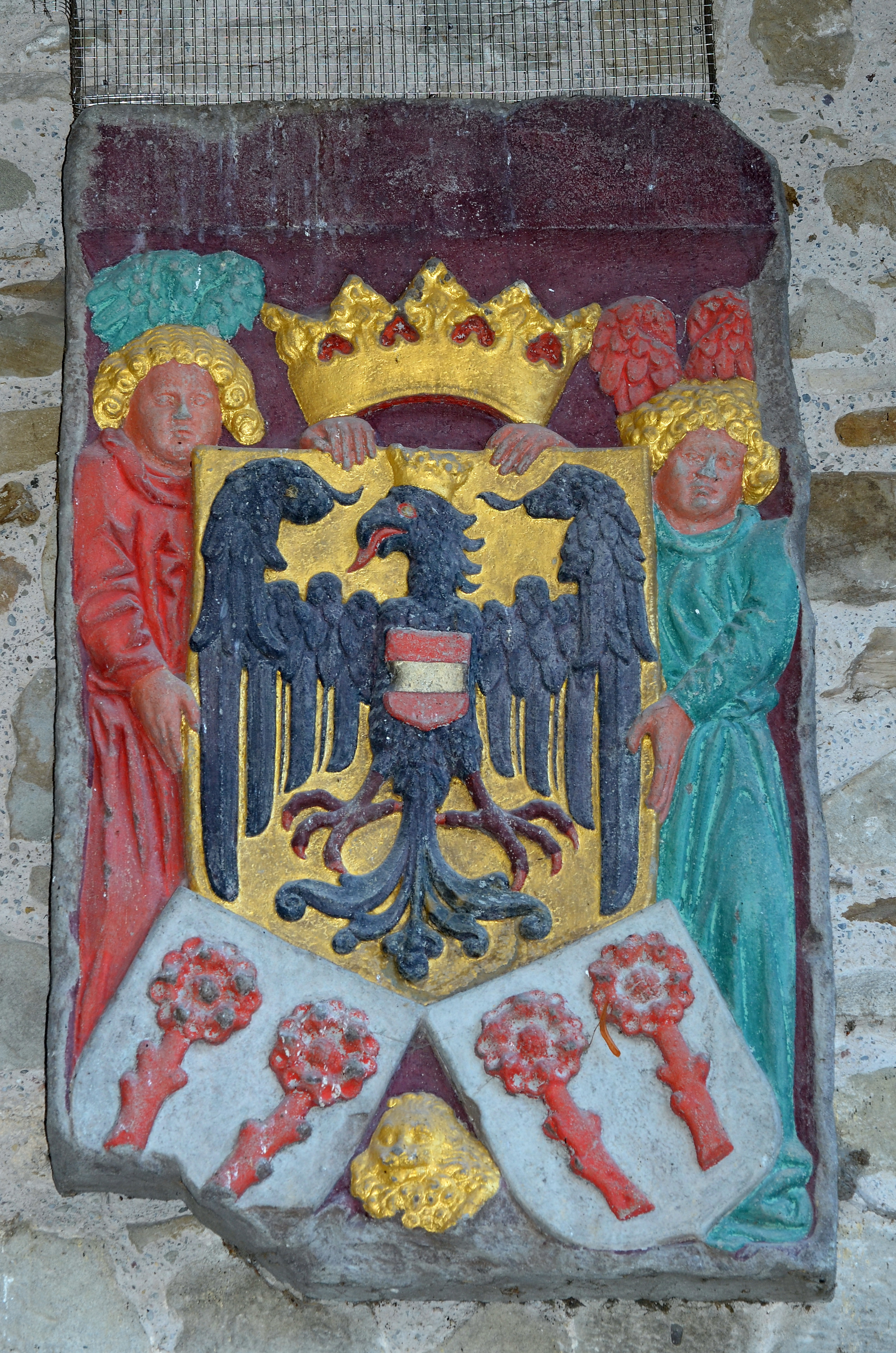
Das Wappen der Herrschaft Rapperswil im Innenhof des Schlosses
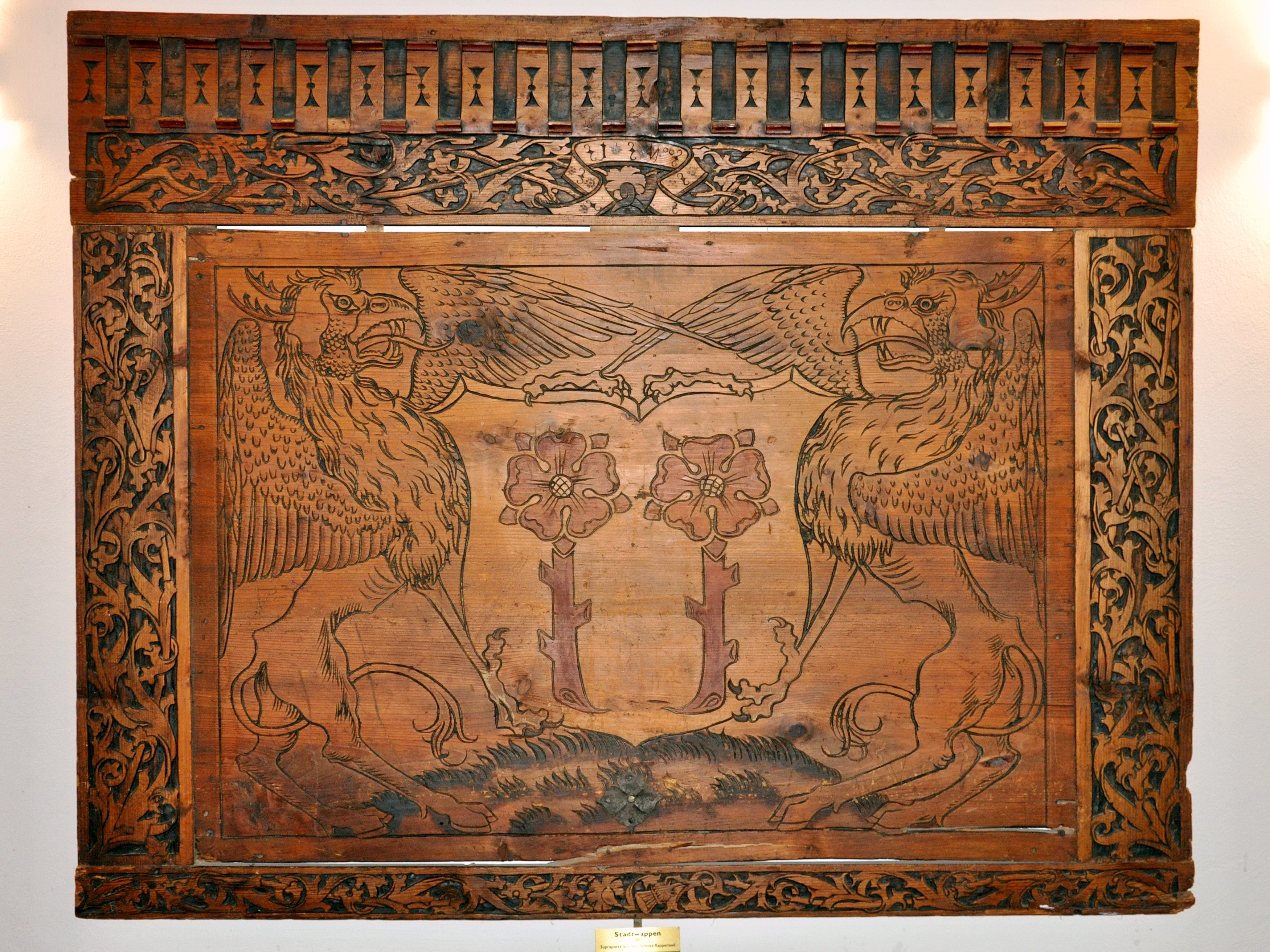
Supraporta aus dem Schloss, 15. Jahrhundert: das Stadtwappen von Rapperswil, gehalten von zwei Greifen. Heute im Obergeschoss des Rathauses.

### Polenmuseum
Im Zeitraum 1870 bis 2022 war – mit zwei Unterbrechungen – ein Polenmuseum im Schloss Rapperswil untergebracht, das zum Zeugnis einer langjährigen polnisch-schweizerischen Freundschaft wurde. Die polnischen Mieter waren massgeblich daran beteiligt, dass das Schloss vor dem Zerfall gerettet werden konnte. Zunächst bestand hier von 1870 bis 1927 das von Władysław Plater errichtete Polnische National-Museum. Nach der Verlegung des Museums nach Polen blieb das Schloss leer.
In der Zeit von 1936 bis 1952 wurden die Räume des Schlosses ein zweites Mal für ein Museum des zeitgenössischen Polen genutzt. Während des Zweiten Weltkrieges übernahm dieses Museum die kulturelle Betreuung von im Jahr 1940 in der Schweiz internierten polnischen Soldaten. 1952 wurde die Sammlung des Museums nach Polen transportiert. Das Schloss beherbergte ab diesem Zeitpunkt das internationale Burgenforschungsinstitut und zwischen 1962 und 1975 das Schweizerische Burgenmuseum.
Nach einer Renovation war ab 1975 zum dritten Mal ein polnisches Museum innerhalb der Mauern des Schlosses untergebracht: das von polnischen Emigranten gegründete Polenmuseum. Im Jahr 2022 wurde das Polenmuseum geschlossen. Es soll im ehemaligen Hotel Schwanen neu eröffnet werden.

## Heutiges Schloss

### Architektur

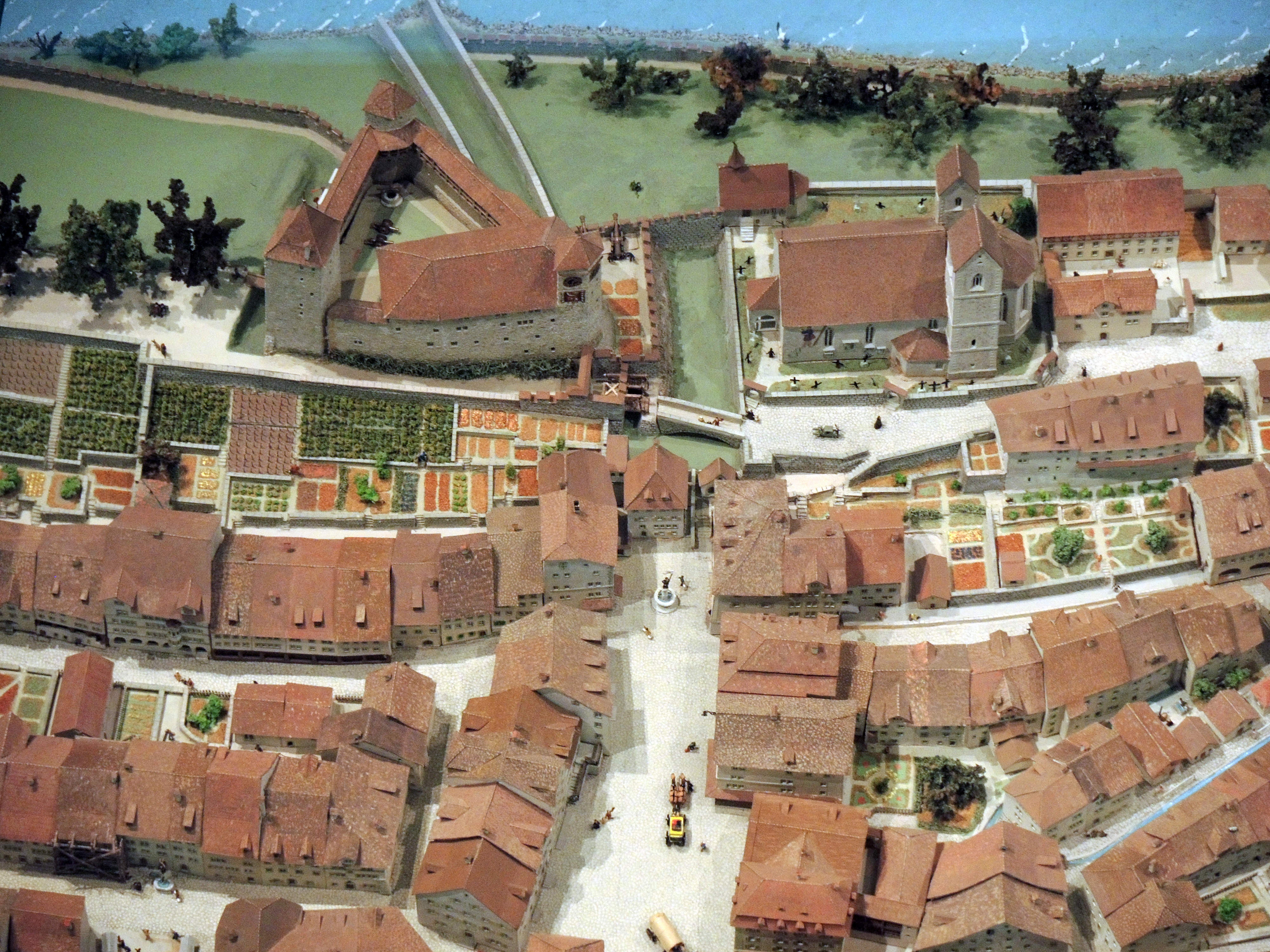
Modell der Stadt Rapperswil um 1800 (Stadtmuseum Rapperswil-Jona, Ausschnitt). Oben links die dreieckige Burganlage, rechts die Stadtpfarrkirche und die Liebfrauenkapelle.

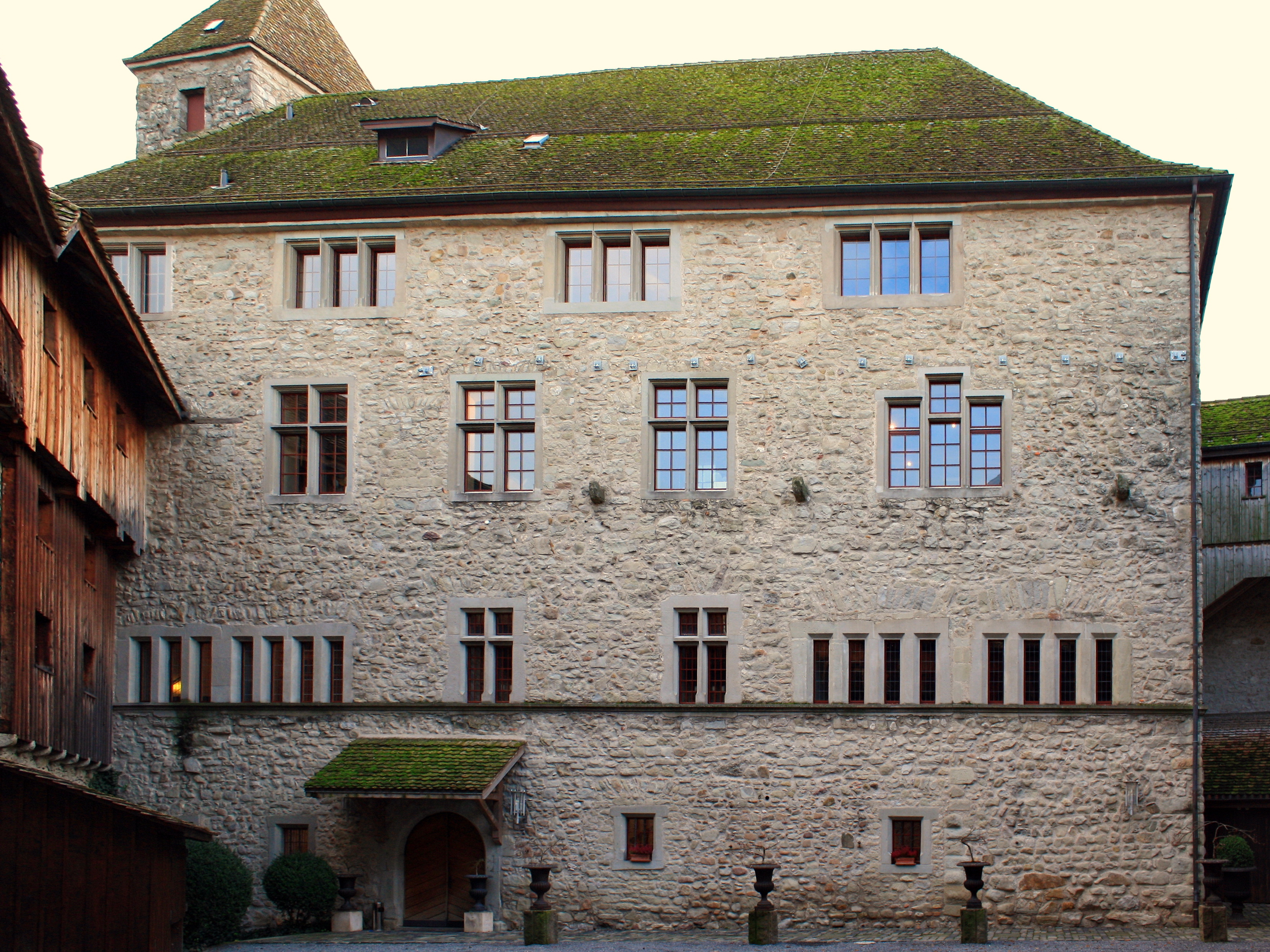
Palas, Gebäudeseite am Innenhof

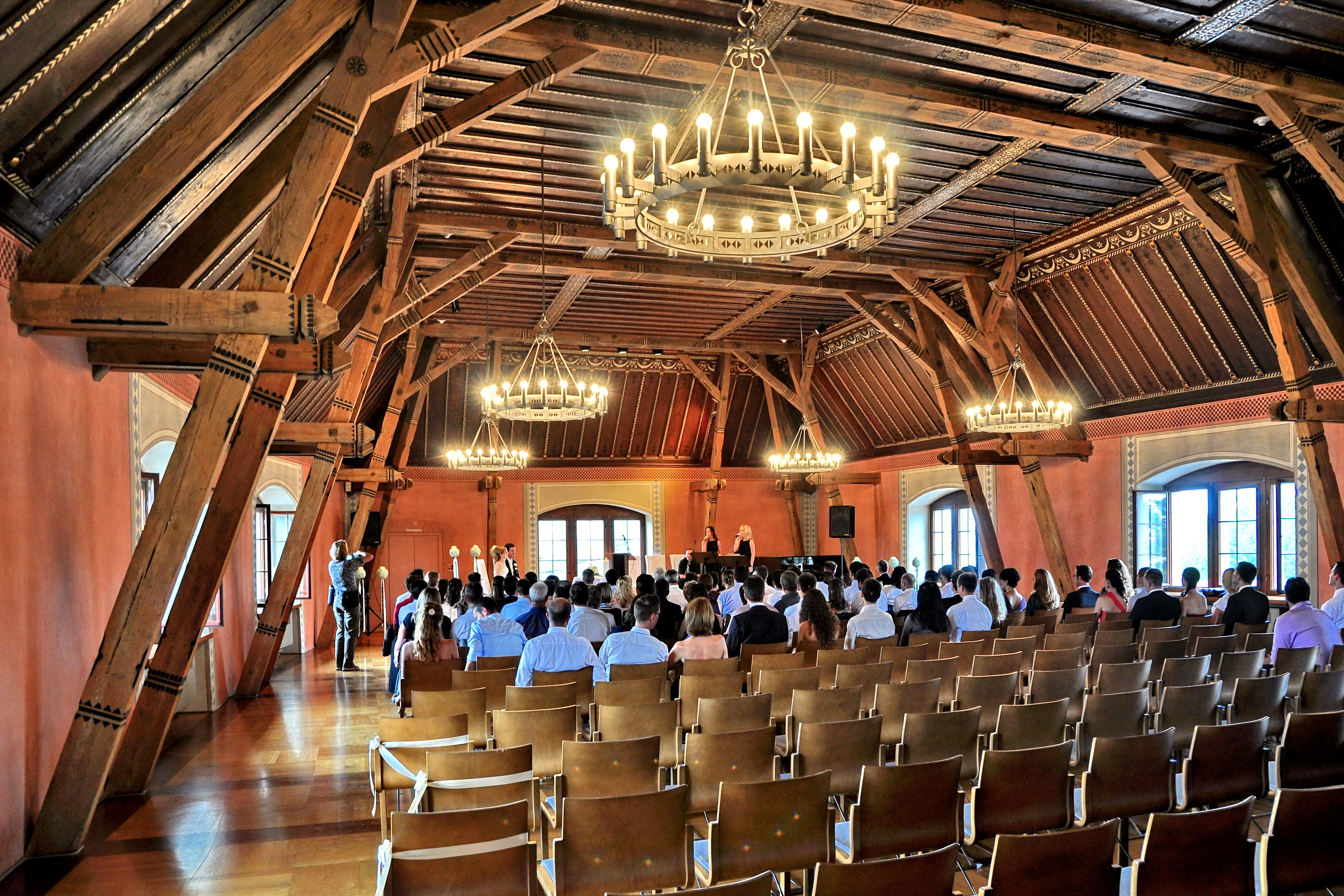
Rittersaal mit hölzernen Gebälk

Die von Albrecht II. wieder aufgebaute Burg bildet ein fast gleichseitiges Dreieck, wobei jede Ecke mit einem Turm verstärkt ist. Zwischen den beiden südlichen Türmen befindet sich das grosse Schlossgebäude, der Palas. Im Schloss gibt es auch ein Restaurant.
- Der höchste Turm im Südwesten wird Bergfried oder auch Gügeliturm genannt. Er war lange Zeit der Sitz des Hochwächters, der mit Hornsignalen die Stadt- und Burgbewohner vor nahender Gefahr oder Flammen warnte.
- Der fünfeckige Zeitturm im Südosten beherbergt drei Glocken im Tonfolge e2 — fis2 — ais2. Zwei Turmuhren mit grossen Zifferblättern und zusätzlich eine Sonnenuhr zeigen die Uhrzeit an.
- Der Pulverturm ist der dritte Turm im Nordwesten. Er ist durch Wehrgänge mit den beiden südlichen Ecktürmen verbunden.

Als Vorwerke der Burg dienten das heutige Bleulerhaus in der einstigen Burggasse sowie der sogenannte Breny-Turm.

Türme des Schlosses
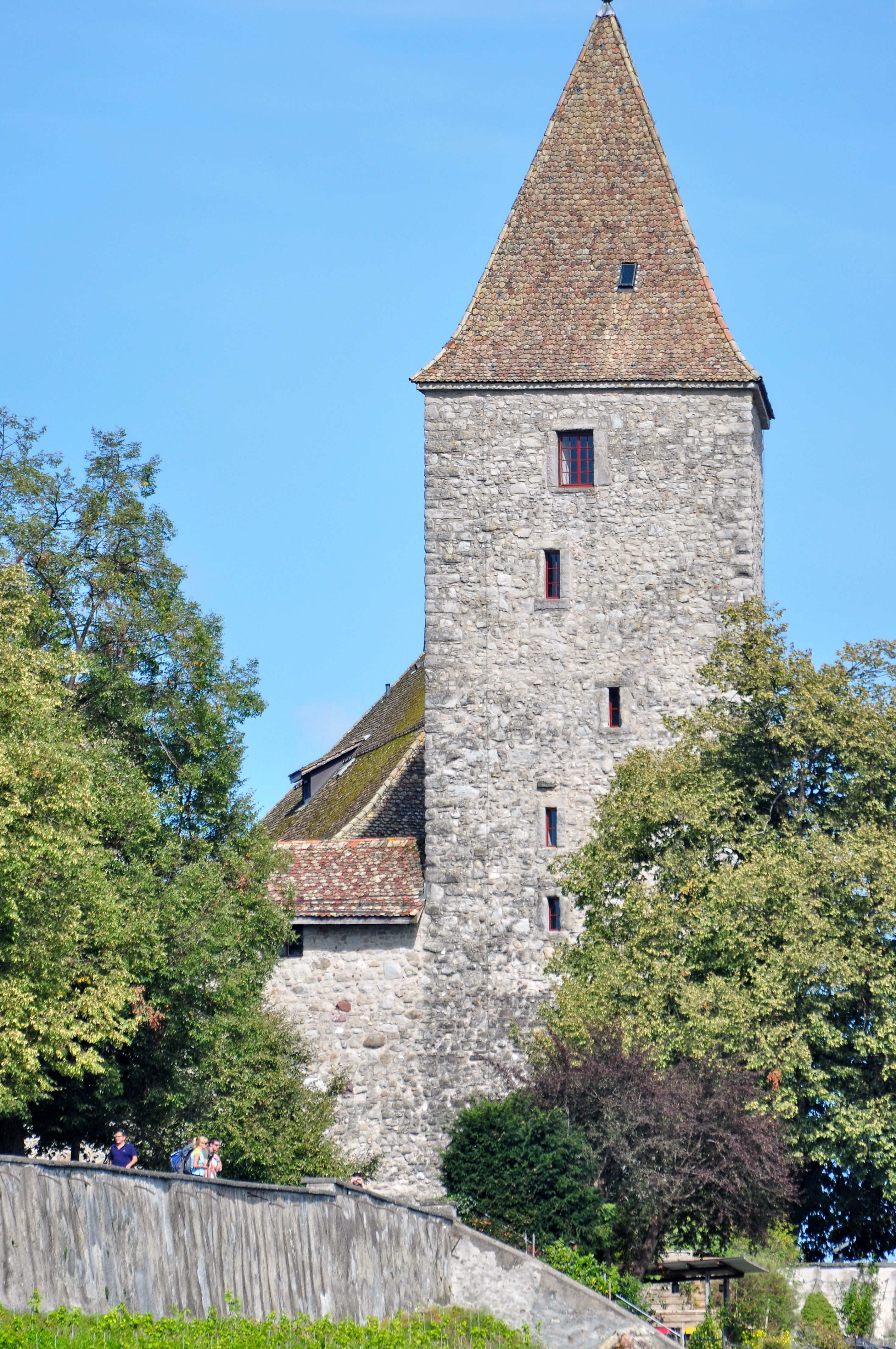
Der Gügeliturm
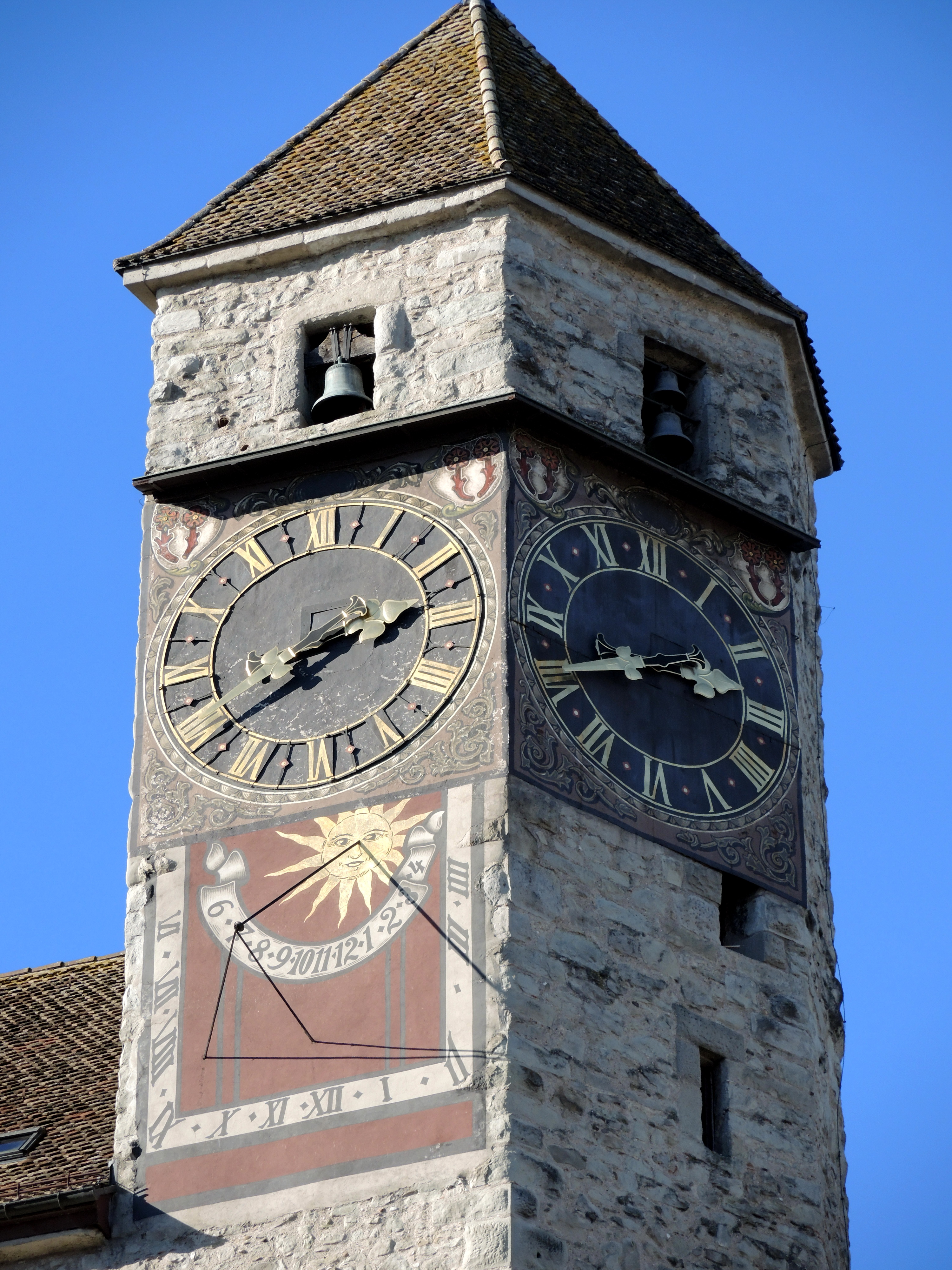
Der Zeitturm mit Glockengeläut, zwei Turmuhren und Sonnenuhr
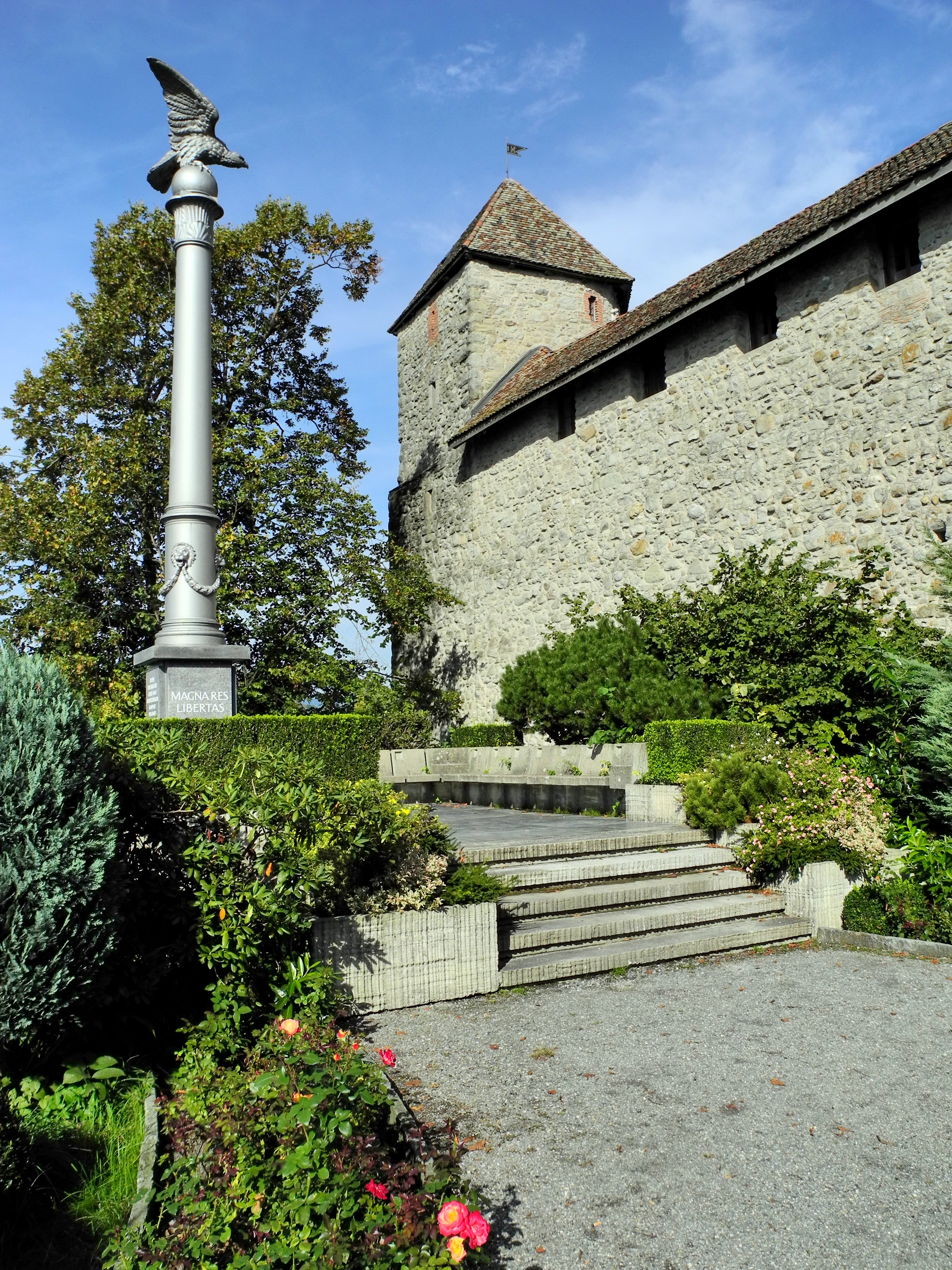
Der Pulverturm, links die polnische Freiheitssäule

### Innenhof und Kräutergarten

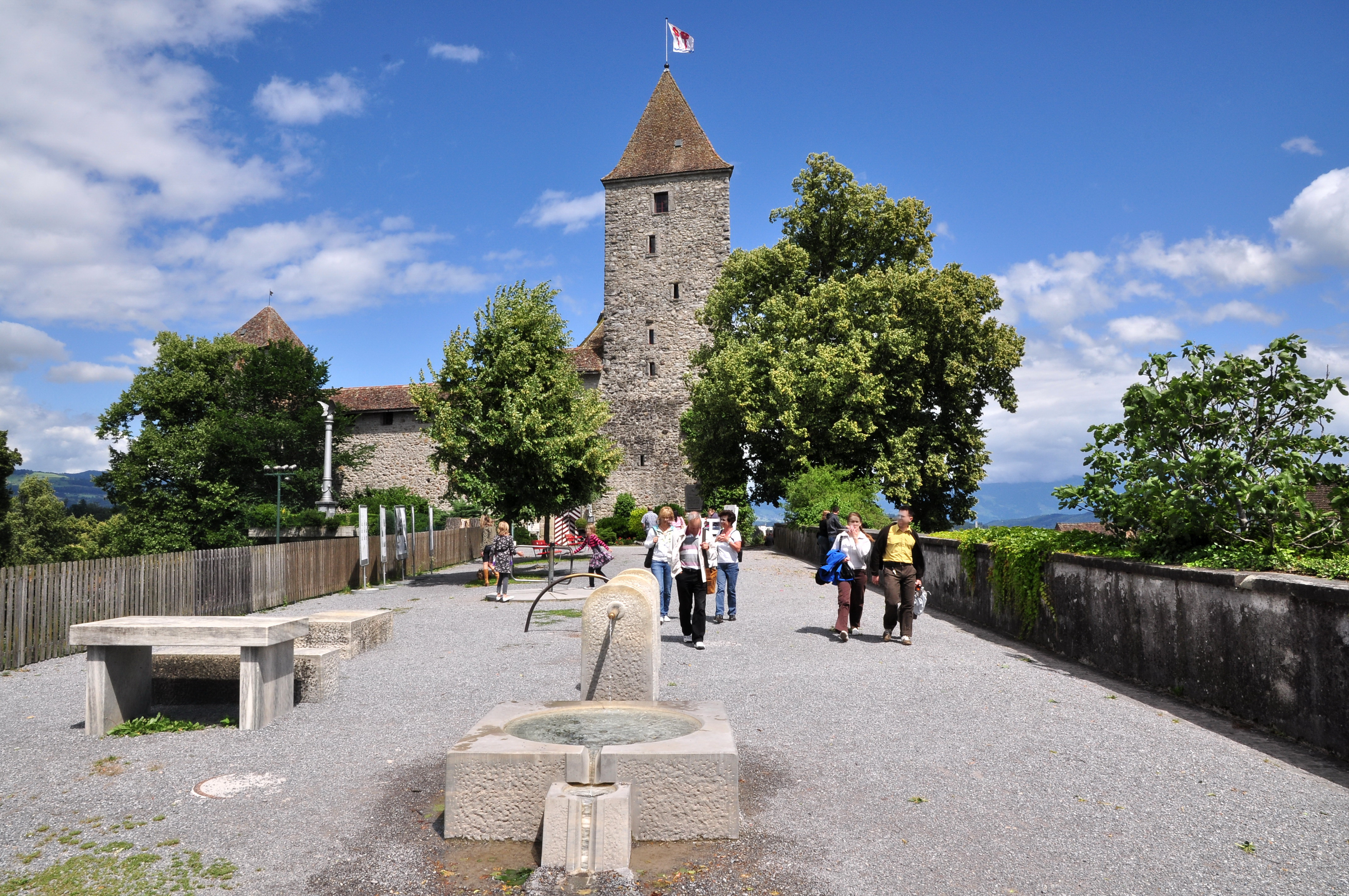
Blick von der Burgterrasse auf die Westseite mit dem Gügeliturm. Bei Vergrösserung (Klick auf das Bild) ist neben dem Turm das Portal zum Innenhof zu erkennen.

Ein Portal auf der Westseite der Burg führt in den geschlossenen Innenhof. Der Innenhof wird im Sommer als Gartenrestaurant genutzt.
Auf der Ostseite befindet sich ein Kräutergarten. Dieser liegt ausserhalb des dreieckigen Gebäudekomplexes, gehört aber noch zur Burganlage.

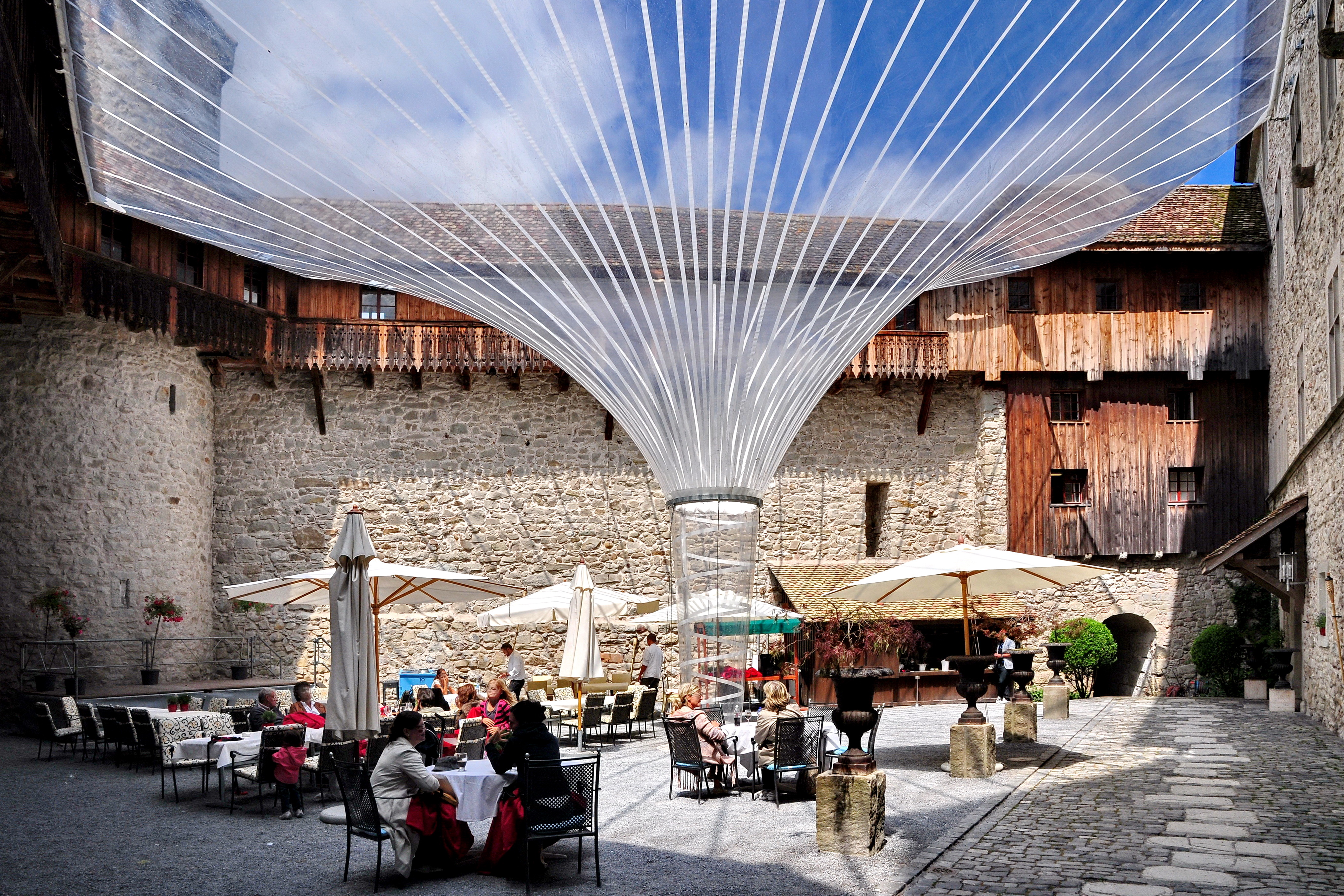
Restaurant im Innenhof
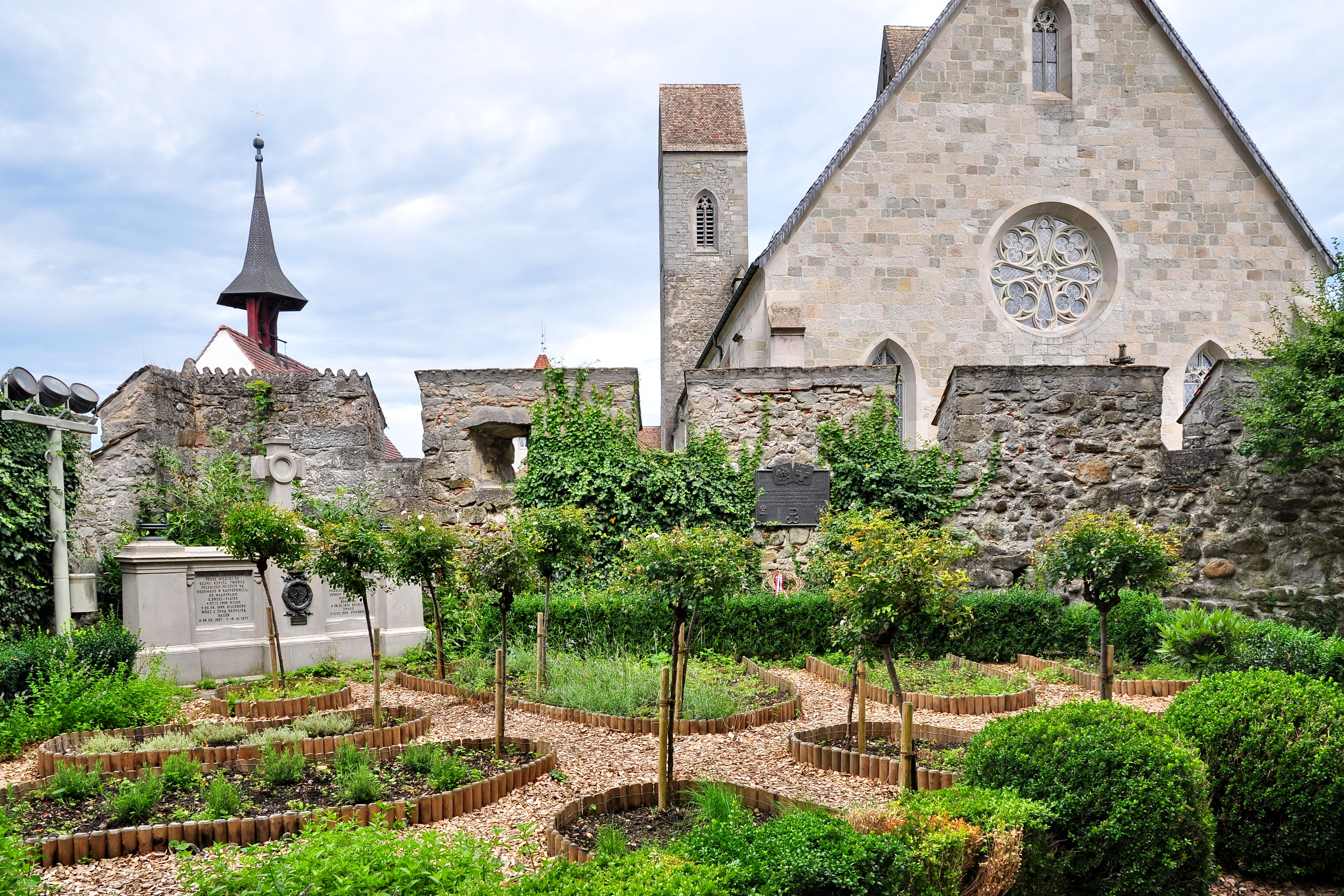
Kräutergarten auf der Ostseite, im Hintergrund die Stadtpfarrkirche. Links ein polnisches Denkmal, darüber der Glockenturm der Liebfrauenkapelle.

### Umgebung

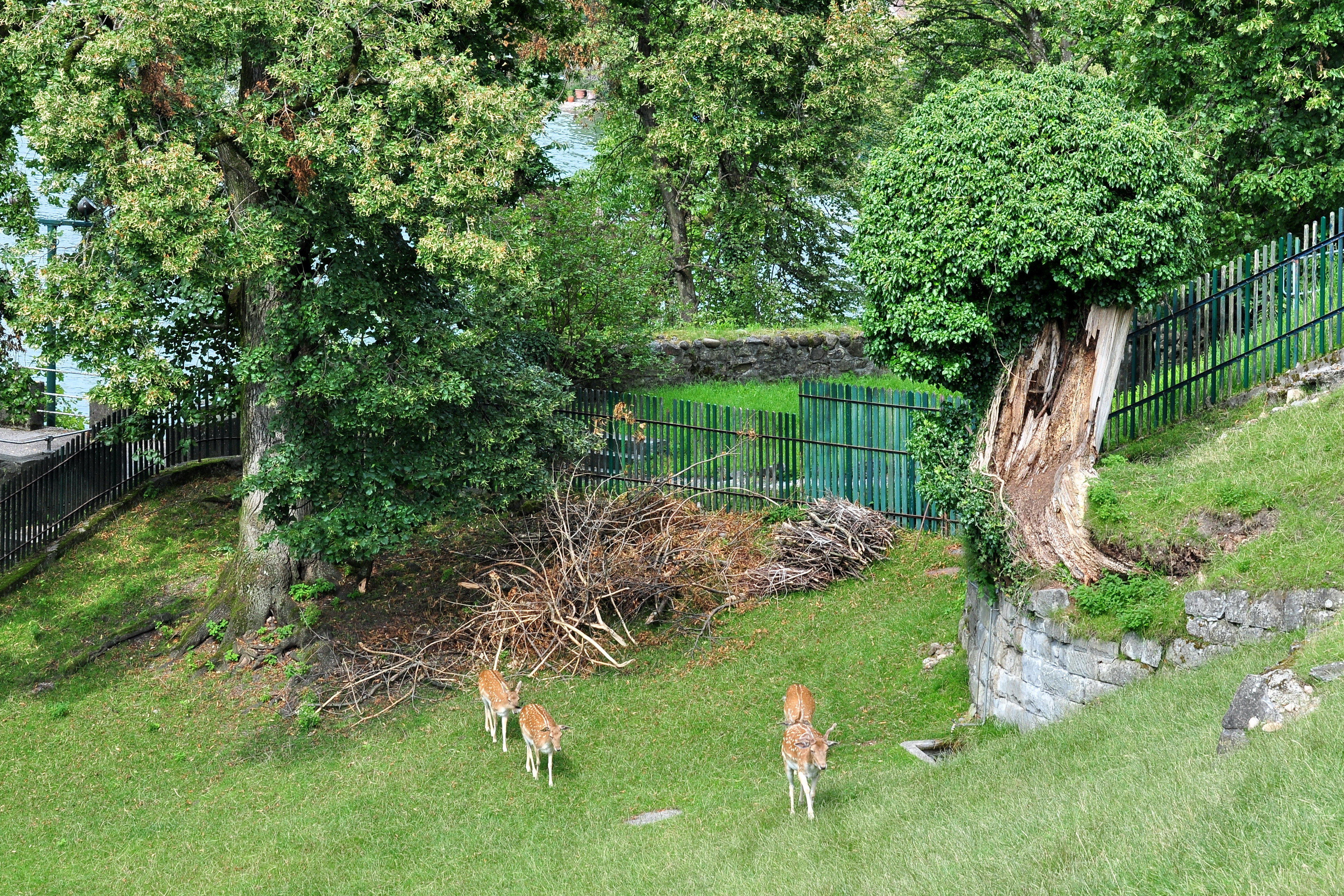
Damwild im Hirschpark

Wer zum Schloss gelangen möchte, muss von der Stadt her zuerst ein doppeltes Tor passieren und gelangt über einen langgezogenen, ummauerten Anstieg entlang des Schlossgebäudes hinauf zur Burgterrasse, dem Lindenhof. Von der Terrasse aus hat man einen wunderbaren Ausblick auf die Altstadt, den Zürichsee, den Seedamm von Rapperswil und die in der Ferne liegenden Alpen.
Auf der Burgterrasse steht seit 1869 die von dem Bildhauer Louis Wethli geschaffene polnische Freiheitssäule vor der westlichen Mauer des Schlosses. Sie symbolisiert die Verbundenheit der Schweiz mit Völkern, die um ihre Freiheit ringen. Nördlich der Burgterrasse liegt ein betreuter Hirschpark mit Damhirschen auf einem zum See hin abfallenden Gelände. Der Hirschpark soll an die Sage der Stadtgründung erinnern.